# Franz Grüter
Pour les articles homonymes, voir Jean Gruter.
Franz Grüter, né le 29 juillet 1963 à Lucerne (originaire de Ruswil), est une personnalité politique suisse, membre de l'Union démocratique du centre (UDC). 
Il est député du canton de Lucerne au Conseil national depuis novembre 2015.

## Biographie
Franz Grüter naît le 29 juillet 1963 à Lucerne, dans une famille de condition modeste de six enfants. Il est originaire d'une autre commune du même canton, Ruswil, où il passe sa jeunesse. Ses parents sont membres du Parti démocrate-chrétien.
Après ses classes à Willisau, il suit un apprentissage de mécanicien sur poids-lourds. Il obtient plus tard un diplôme d'électricien et de spécialiste en marketing d'une haute école spécialisée. En 1989, il séjourne aux États-Unis pour apprendre l'anglais.
En 1996 et 1997, il crée deux entreprises de services informatiques, qu'il vend en 2000 à une entreprise américaine, dont il devient le directeur général pour la Suisse. En 2003, il travaille en Chine pour une entreprise commerciale. En 2005, il prend le contrôle du principal fournisseur de services Internet en Suisse centrale. Il est directeur général et président du conseil d'administration du groupe informatique green.ch, créé à l'origine par l'Union suisse des paysans de 2008 à 2015.
Il a le grade de capitaine à l'armée. Il sert en 1989 dans le régiment de Christoph Blocher.
Il est marié depuis 1990 à Lucia et père de trois enfants,.
Il habite à Eich, dans le canton de Lucerne.

## Parcours politique
Il adhère à l'UDC en 2008. Il en est le président cantonal de 2012 à 2017.
Il siège brièvement au Conseil cantonal de Lucerne, de juin à novembre 2015.
En 2015, il est élu au Conseil national. Il siège au sein de la Commission des finances (CdF) jusqu'en mai 2020 et depuis 2019 à la Commission de politique extérieure (CPE). Il est réélu en 2019, mais échoue largement face à Andrea Gmür-Schönenberger à décrocher un siège au Conseil des États. Il est à nouveau réélu en 2023 à la chambre basse du Parlement, avec le meilleur résultat de l'ensemble des candidats du canton.
À la fin mars 2020, il est nommé chef de l'état-major de l'UDC, poste créé sur mesure pour lui.

### Autre mandat
Il devient président en 2023[réf. nécessaire] de la fondation Freiheit und Verantwortung,[pertinence contestée].

### Positionnement politique
En 2016, il dit être un grand admirateur de Donald Trump.